# بيرسونية إهليلجية
بيرسونية إهليلجية (الاسم العلمي:Persoonia elliptica) هي نوع من النباتات تتبع جنس البيرسونية من الفصيلة البروطية.